# Dylan Sprouse
Dylan Thomas Sprouse (Arezzo, 1992. augusztus 4. –) amerikai színész.
1993 és 1998 között a Grace Under Fire című szituációs komédia egyik főszereplője volt, ikertestvérével, Cole Sprouse-zal együtt. Legismertebb alakítása Zack Martin a Zack és Cody élete (2005–2008) és Zack és Cody a fedélzeten (2008–2011) című szitkomokban, melyekben szintén testvérével közösen tűnt fel.
Filmjei közé tartozik az Apafej (1999), a Miután összecsaptunk (2020) és a Gyönyörű sorscsapás (2023).

## Fiatalkora
Dylan Thomas Sprouse néven született 1992. augusztus 4-én született az olaszországi Toszkánában. Ikertestvére, Cole Sprouse 15 perccel fiatalabb nála, aki szintén színész lett. Négy hónaposak voltak, mikor szüleik úgy döntöttek, visszaköltöznek az Egyesült Államokba, Long Beachre.
2011-től a New York Egyetemre járt.

## Pályafutása
Nyolc hónaposan kezdett el testvérével színészkedni. Első szerepük a Grace Under Fire című szituációs komédiában volt. Első filmszerepüket az Apafej című 1999-es filmvígjátékban kapták. Ikertestvérével a Disney Channel  Zack és Cody élete és Zack és Cody a fedélzeten című sorozataival váltak híressé.
2020-ban Roger Kumble Miután összecsaptunk című filmjének szereplője volt. 2023-ban ismét a rendezővel dolgozott együtt, ezúttal a Gyönyörű sorscsapás című romantikus vígjátékban.

## Magánélete
Felesége Palvin Barbara magyar származású modell. Magyarországon házasodtak össze 2023 júliusában.

## Filmográfia
2017-ig – a Piggy Banks és a Hókölykök című filmeket leszámítva – minden szerepét Cole-lal megosztva játszotta el.

### Film
| Év   | Cím                               | Eredeti cím                                       | Szerep                       | Magyar hang     |
| ---- | --------------------------------- | ------------------------------------------------- | ---------------------------- | --------------- |
| 1999 | Az asztronauta                    | The Astronaut's Wife                              | iker                         |                 |
| 1999 | Apafej                            | Big Daddy                                         | Julian McGrath               | Baradlay Viktor |
| 2001 | Egy szexőrült naplója             | Diary of a Sex Addict                             | Sammy Jr.                    |                 |
| 2001 | Reszkess, Télapó!                 | I Saw Mommy Kissing Santa Claus                   | Justin Carver                | Czető Ádám      |
| 2002 | 8 őrült éjszaka                   | Eight Crazy Nights                                | játékkatona (hangja)         |                 |
| 2002 | Az álcázás mestere                | The Master of Disguise                            | Pistachio Disguisey fiatalon |                 |
| 2003 |                                   | Just for Kicks                                    | Dylan Martin                 |                 |
| 2004 | A szív csalfa vágyai              | The Heart Is Deceitful Above All Things           | idősebb Jeremiah             |                 |
| 2005 |                                   | Piggy Banks                                       | fiatal John                  |                 |
| 2006 | A karácsony, ami majdnem elmaradt | Holidaze: The Christmas That Almost Didn't Happen | srác (hangja)                |                 |
| 2007 |                                   | A Modern Twain Story: The Prince and the Pauper   | Tom Canty                    |                 |
| 2008 | Hókölykök                         | Snow Buddies                                      | Shasta (hangja)              |                 |
| 2009 |                                   | Adventures in Appletown                           | Will                         |                 |
| 2010 |                                   | Kung-Fu Magoo                                     | Justin Magoo (hangja)        |                 |
| 2017 |                                   | Dismissed                                         | Lucas Ward                   |                 |
| 2018 |                                   | Banana Split                                      | Nick                         |                 |
| 2020 | Miután összecsaptunk              | After We Collided                                 | Trevor                       | Baráth István   |
| 2021 |                                   | Turandot                                          | Calaf / Blue Eyes            |                 |
| 2021 |                                   | Tyger Tyger                                       | Luke Hart                    |                 |
| 2022 |                                   | My Fake Boyfriend                                 | Jake                         |                 |
| 2023 | Gyönyörű sorscsapás               | Beautiful Disaster                                | Travis Maddox                | Gacsal Ádám     |
| 2024 | Gyönyörű esküvő                   | Beautiful Wedding                                 | Travis Maddox                | Gacsal Ádám     |

Rövidfilmek
- 2003: Apple Jack – Jack Pyne
- 2019: Carte Blanche – Gideon Blake
- 2019: Daddy – Paul

### Televízió
| Év        | Magyar cím                       | Eredeti cím                     | Szerep        | Megjegyzések            |
| --------- | -------------------------------- | ------------------------------- | ------------- | ----------------------- |
| 1993–1998 |                                  | Grace Under Fire                | Patrick Kelly | főszereplő (112 epizód) |
| 1998      | Mad TV                           | Mad TV                          | Kid           | 2 epizód                |
| 2001      |                                  | The Nightmare Room              | Buddy         | 1 epizód                |
| 2001      | Azok a 70-es évek show           | That '70s Show                  | Bobby         | 1 epizód                |
| 2005–2008 | Zack és Cody élete               | The Suite Life of Zack & Cody   | Zack Martin   | főszereplő (87 epizód)  |
| 2006      | Király suli                      | The Emperor's New School        | Zam (hangja)  | 1 epizód                |
| 2006      |                                  | That’s So Raven                 | Zack Martin   | 1 epizód                |
| 2008      | Jim szerint a világ              | According to Jim                | önmaga        | 1 epizód                |
| 2008–2011 | Zack és Cody a fedélzeten        | The Suite Life on Deck          | Zack Martin   | főszereplő (71 epizód)  |
| 2009      | Varázslók a Waverly helyből      | Wizards of Waverly Place        | Zack Martin   | 1 epizód                |
| 2009      | Hannah Montana                   | Hannah Montana                  | Zack Martin   | 1 epizód                |
| 2010      | Benne vagyok a bandában          | I'm in the Band                 | Zack Martin   | 1 epizód                |
| 2011      | Zack és Cody egy ikerkísérletben | The Suite Life Movie            | Zack Martin   | tévéfilm                |
| 2012      |                                  | So Random!                      | önmaga        | 1 epizód                |
| 2021      |                                  | Saturday Morning All Star Hits! | Sean Benjamin | 2 epizód                |